# Ryvardenia campyla
Ryvardenia campyla är en svampart som först beskrevs av Miles Joseph Berkeley, och fick sitt nu gällande namn av Rajchenb. 1994. Ryvardenia campyla ingår i släktet Ryvardenia och familjen Polyporaceae.   Inga underarter finns listade i Catalogue of Life.